# Margarete Müller (Politikerin, 1887)
Margarete Müller, geb. Margarete Gundlach, (* 27. Juli 1887 in Berlin; † 11. Juni 1958 in Berlin) war eine deutsche Politikerin (CDU). Sie war von 1946 bis 1950 mecklenburgische Landtagsabgeordnete.

## Leben
Margarete Müller besuchte bis 1902 die zehnklassige Mädchenschule und bis 1904 die Handelsakademie Berlin. Sie ließ sich als Sekretärin ausbilden und war bis 1918 im Berliner Bankgewerbe tätig. Von 1918 bis 1921 leitete Müller das Wohnungsamt Berlin-Lichtenberg. Politisch hatte sie sich 1919 der Berliner SPD angeschlossen. Margarete Müller begann sich in der Weimarer Zeit schriftstellerisch zu betätigen. Bis 1932 war sie Mitglied des Verbandes deutscher Bühnenschriftsteller. Da sie ihre arische Abstammung nicht nachweisen konnte, wurde sie nach 1933 nicht in die Reichsschrifttumskammer aufgenommen. 1939 wurde Müller Mitglied des deutschen Frauenwerks.
Im Sommer 1945 schloss sich Margarete Müller der CDU in Zinnowitz auf Usedom an, wo sie mittlerweile wohnte. Bei den Kommunal- und Landtagswahlen im Herbst 1946 errang sie Mandate für die Kommunalvertretung, den Kreistag und den Landtag Mecklenburg-Vorpommern. Ihre parlamentarischen Tätigkeiten wurden durch Vorwürfe aus der SED gestört, sie habe während des Dritten Reichs Lobgedichte auf Hitler verfasst und sei Mitglied der NSDAP gewesen. Obwohl Müller nachweislich nicht der NSDAP angehört hatte, sprach sie die kommunistisch dominierte Kreisentnazifizierungskommission Usedoms am 20. Dezember 1947 aufgrund belastender Zeugenaussagen schuldig. Sie durfte für ein Jahr keine Führungsämter ausüben. Hintergrund dieser Entscheidung war die parteipolitische Zusammensetzung der Entnazifizierungskommissionen. Diese bestanden aus einem Mitglied von CDU und LDPD, zwei Vertretern der SED sowie drei Vertretern der Massenorganisationen, die ebenfalls der SED angehörten.
Wegen der Nachstellungen der SED gab Müller ihr kommunales Mandat auf. Der Wahlprüfungsausschuss im Landtag befasste sich mit der Angelegenheit, kam aber zu dem Schluss, dass die Vorwürfe haltlos waren. Ihrer parlamentarischen Immunität zum Trotz wurde Margarete Müller gemeinsam mit ihrem dritten Ehemann Ernst Müller, dem Landtagsabgeordneten Walter Kolberg und sieben weiteren Unionsmitgliedern am 21. September 1950 verhaftet und von dem sowjetischen Militärtribunal in Schwerin wegen angeblicher Spionage und illegaler Gruppenbildung zu 25 Jahren Zwangsarbeit verurteilt. Ihnen wurden Kontakte zum Leiter des CDU-Ostbüros in West-Berlin, dem ehemaligen Usedomer Landrat Werner Jöhren, unterstellt. Während Kolberg in Workuta ums Leben kam, überlebte Müller die sibirischen Straflager und konnte im Januar 1954 gemeinsam mit ihrem Mann nach West-Berlin zurückkehren.